# Priscilla Frederick
Priscilla Frederick-Loomis (New York, 14 febbraio 1989) è un'altista antiguo-barbudana, detentrice del record nazionale della specialità.

## Palmarès
| Anno | Manifestazione          | Sede           | Evento        | Risultato | Prestazione | Note                                     |
| ---- | ----------------------- | -------------- | ------------- | --------- | ----------- | ---------------------------------------- |
| 2014 | Giochi del Commonwealth | Glasgow        | Salto in alto | 13ª (q)   | 1,81 m      |                                          |
| 2014 | Giochi CAC              | Veracruz       | Salto in alto | Argento   | 1,83 m      |                                          |
| 2015 | Giochi panamericani     | Toronto        | Salto in alto | Argento   | 1,91 m      | Record nazionale                         |
| 2015 | Campionati NACAC        | San José       | Salto in alto | Argento   | 1,88 m      |                                          |
| 2015 | Mondiali                | Pechino        | Salto in alto | 22ª (q)   | 1,85 m      |                                          |
| 2016 | Giochi olimpici         | Rio de Janeiro | Salto in alto | 28ª (q)   | 1,89 m      |                                          |
| 2018 | Giochi del Commonwealth | Gold Coast     | Salto in alto | 5ª        | 1,87 m      | Miglior prestazione personale stagionale |
| 2018 | Giochi CAC              | Barranquilla   | Salto in alto | 4ª        | 1,82 m      |                                          |
| 2019 | Giochi panamericani     | Lima           | Salto in alto | Argento   | 1,87 m      | Miglior prestazione personale stagionale |